# Thomas Roberts
Thomas Roberts (Le Havre, 7 marzo 1893 – Londra, 28 febbraio 1976) è stato un arcivescovo cattolico britannico.

## Biografia
Nacque in Francia da padre irlandese protestante e madre francese di estrazione ugonotta. Il padre si convertì al cattolicesimo nel 1900, poco prima di morire.
Abbracciò la vita religiosa nella Compagnia di Gesù a Roehampton il 7 settembre 1909 e fu ordinato presbitero il 20 settembre 1925.
Eletto arcivescovo di Bombay da papa Pio XI il 12 agosto 1937, fu consacrato il 21 settembre successivo.
Fondò la congregazione insegnante delle Povere Suore di Nostra Signora, di Stephen Hall.
Al fine di favorire l'insediamento di un vescovo indiano nella sede metropolitana di Bombay, d'accordo con papa Pio XII, lasciò la guida della diocesi che fu affidata al suo ausiliare, Valerian Gracias.
Trasferito alla sede titolare di Sugdea, tornò in Inghilterra presso la comunità gesuitica di Farm Street a Londra e si dedicò a diversi ministeri (insegnamento, predicazione dei ritiri, conferenze).
Sostenne posizioni non sempre in linea con il magistero della Chiesa in materia di morale sessuale e famigliare. Nel 1954 pubblicò a Londra il libro Black Popes. Authority: Its Use and Abuse, che suscitò un vivace dibattito.
Militò nel movimento per la pace, difese il diritto all'obiezione di coscienza e manifestò insieme a Bertrand Russell in favore del disarmo nucleare.
Prese parte al Concilio Vaticano II.
Morì a Londra nel 1976.

## Genealogia episcopale e successione apostolica
La genealogia episcopale è:
- Cardinale Scipione Rebiba
- Cardinale Giulio Antonio Santori
- Cardinale Girolamo Bernerio, O.P.
- Arcivescovo Galeazzo Sanvitale
- Cardinale Ludovico Ludovisi
- Cardinale Luigi Caetani
- Cardinale Ulderico Carpegna
- Cardinale Paluzzo Paluzzi Altieri degli Albertoni
- Cardinale Gaspare Carpegna
- Cardinale Fabrizio Paolucci
- Cardinale Francesco Barberini
- Cardinale Annibale Albani
- Cardinale Federico Marcello Lante Montefeltro della Rovere
- Vescovo Charles Walmesley, O.S.B.
- Vescovo William Gibson
- Vescovo John Douglass
- Vescovo William Poynter
- Vescovo Thomas Penswick
- Vescovo John Briggs
- Arcivescovo William Bernard Ullathorne, O.S.B.
- Cardinale Henry Edward Manning
- Cardinale Herbert Vaughan
- Cardinale Francis Alphonsus Bourne
- Arcivescovo Richard Downey
- Arcivescovo Thomas Roberts, S.I.

La successione apostolica è:
- Vescovo Leone Proserpio, S.I. (1938)
- Cardinale Valerian Gracias (1946)